# Superprisme
Un superprisme est un cristal photonique dont l'effet sur les ondes incidentes est similaire à celui d'un prisme mais de manière bien plus importante : une faible variation de longueur d'onde conduit à une très forte déviation angulaire.
Le phénomène de dispersion est plus important à travers un superprisme qu'à travers un prisme de verre classique : l'angle de déviation varie plus fortement avec la longueur d'onde que pour un prisme en verre, il en résulte un faisceau plus dispersé. Pour une variation de l'angle d'incidence de ±12°, on peut obtenir une déviation de ±90° en sortie, soit une amplitude angulaire deux fois plus importante qu'avec un prisme classique. Cette propriété est due au caractère anisotrope du cristal photonique. La forte variation de l'angle de réfraction, assorti d'un phénomène de réfraction négative, selon de faibles variations de l'angle d'incidence vient du fait que le cristal photonique altère la vitesse de groupe de l'onde lumineuse et non sa vitesse de phase.